# Hans-Joachim Kunsch
Hans-Joachim Kunsch (* 26. August 1930 in Berlin; † 28. August 2020) war ein deutscher Metallgestalter und Restaurator.

## Leben und Werk
Kunschs Vater Fritz Kunsch betrieb in Berlin ab 1927 die Firma Kunsch Metallbau. Er war bis zur deutschen Wiedervereinigung Obermeister der Schlosserinnung in Ostberlin. Sein Sohn absolvierte bei ihm ab 1945 eine Schlosserlehre und besuchte in dieser Zeit an drei Abenden in der Woche die Meisterschule für das Kunsthandwerk in Berlin-Charlottenburg. 1952 bestand er die praktische Prüfung zum Meister mit „sehr gut“. Weil er nach den Vorschriften noch zu jung war, erhielt er den Meisterbrief jedoch erst 1954. 1958 wurde er Mitinhaber der Firma seines Vaters, die er 1966 übernahm. 1974 wurde er offiziell als Kunsthandwerker anerkannt, ab 1994 war er geprüfter Restaurator im Metallhandwerk.
Kunsch war bis 1990 Mitglied des Verbands Bildender Künstler der DDR. Das Unternehmen Kunschs erhielt ab den 1960er Jahren zunehmend öffentliche Aufträge für gestalterische Arbeiten in Ost-Berlin und hat wie kaum ein anderer Metallhandwerksbetrieb das Bild der Stadt geprägt. Unter der Leitung Kunschs wurden auch wichtige Restaurierungsarbeiten ausgeführt, u. a. am Berliner Dom.
Kunsch engagierte sich stark für das Metallhandwerk. Er war u. a. viele Jahre Landesfachgruppenleiter der Berlin-Brandenburger Metallgestalter und Mitglied der Bundesfachgruppe. Nach der Wende hatte er ab 1990 kurzzeitig das Amt des Obermeisters. Kunsch publizierte auch in der Fachpresse, so in der Zeitschrift Metallbearbeitung.
Das Unternehmen übernahm 2002 Kunschs Sohn Stefan Kunsch (* 1969).

## Ehrungen (Auswahl)
- 1981 Ehrenspange zur goldenen Ehrennadel des Handwerks
- 1987 Goethepreis der Stadt Berlin
- 1993 Verdienstorden des Landes Berlin
- 2002 Goldene Ehrennadel des Bundesverbandes Metall

## Werke (Auswahl)

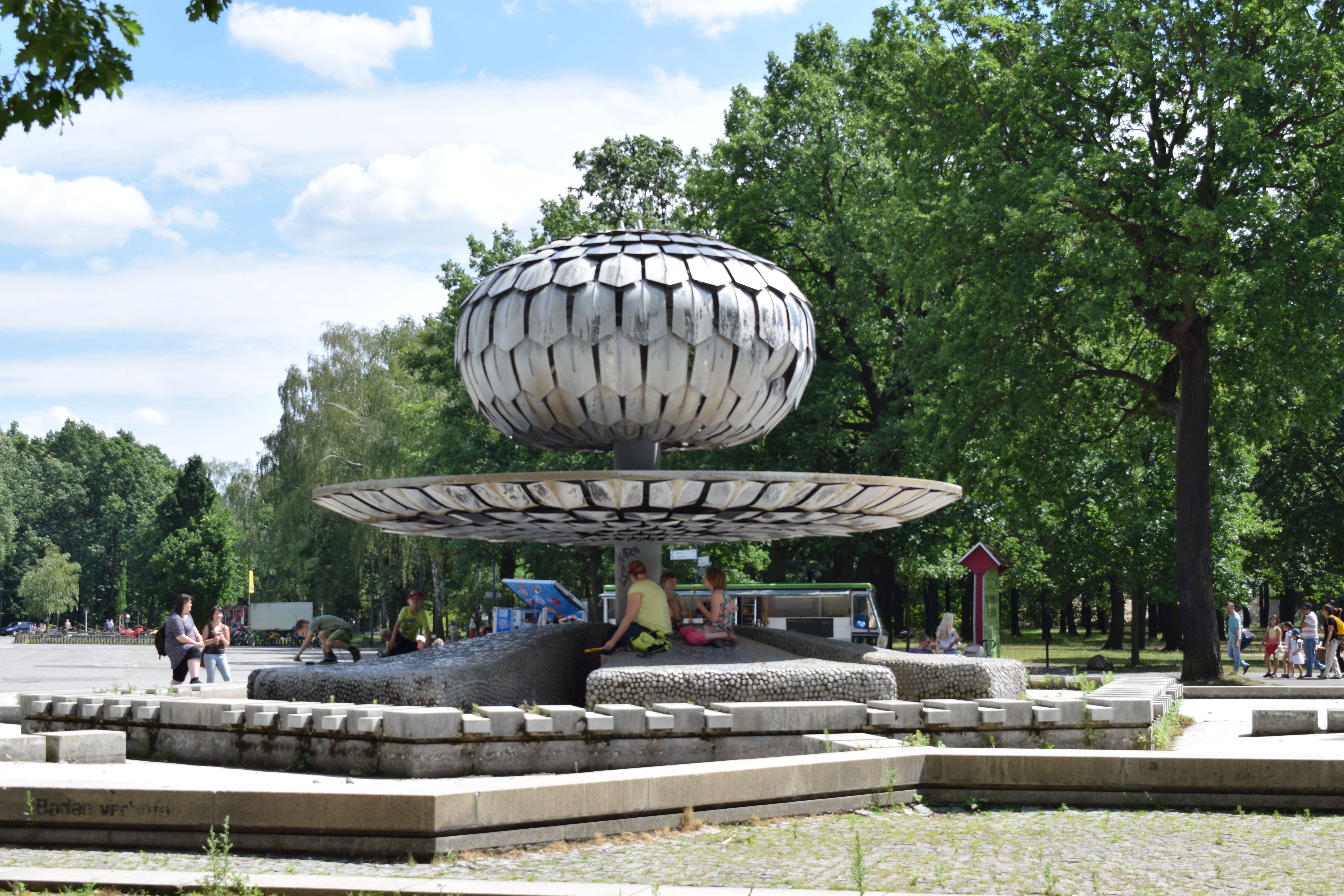
Großer Kugelbrunnen vor dem Freizeit- und Erholungszentrum (FEZ)

- Urania-Weltzeituhr (u. a. Planetenmodell als Bekrönung nach dem Entwurf von Erich John, Stahl, 1969; Berlin, Alexanderplatz)[1]
- Brunnen der Völkerfreundschaft (u. a. vierzehn Kupferblechpfeiler mit rhombenförmigen Schalen, um 1970; Berlin, Alexanderplatz)[2]
- Der Mensch überwindet Zeit und Raum (Kupfertreibarbeit nach dem Entwurf von Walter Womacka, 24 × 5 m, 1972; Berlin, Alexanderplatz, Ost-Fassade des Haus des Reisens)[3]
- Großer Kugelbrunnen (Stahl, geschweißt, 1979; Berlin, Wuhlheide, am Haupteingang des Hauptgebäudes des Freizeit- und Erholungszentrums)[4], technisch ausgeführt durch Hans Otto Lehnert
- Wappenbrunnen (Schmiedeeiserner Baldachin des Brunnens, um 1986; Berlin, Nikolaiviertel)[4]

## Ausstellungen (unvollständig)

### Einzelausstellungen
- 1990: Berlin, Galerie Passage

### Ausstellungsbeteiligungen
- 1976 und 1979: Berlin, Bezirkskunstausstellungen
- 1987/1988: Dresden, X. Kunstausstellung der DDR